# Paralomis longipes
Paralomis longipes är en kräftdjursart som beskrevs av Faxon 1893. Paralomis longipes ingår i släktet Paralomis och familjen trollkrabbor. Inga underarter finns listade i Catalogue of Life.